# Phonomimie
Par définition, la phonomimie est un "procédé pédagogique par lequel on figure les sons de la voix par des gestes" (CNRTL).
La phonomimie est un « procédé d'instruction qui consiste à mettre à côté, non de l'écriture, mais de la parole elle-même, 33 gestes onomatopéiques rappelant à la vue les mêmes idées que les sons et les articulations de la voix rappellent à l'ouïe ».

## Lecture de la langue
La phonomimie est ainsi utilisée pour une méthode de lecture mise au point par Augustin Grosselin (1800 - 1870) qui voulait apprendre à lire à ses propres enfants de manière plus aisée pour l'enseignant, en l'occurrence son épouse et les enseignés, à savoir ses enfants. 
Cette méthode pour la lecture fut ensuite utilisée par Marie Pape-Carpentier, fondatrice des salles d'asile, ancêtres de nos écoles maternelles, puis par sa fille Madeleine Pape-Carpentier qui fit éditer un manuel d'apprentissage de la lecture basé sur cette méthode. Il se trouve qu'un jour une enfant sourde, présente dans la salle d'asile, profita de la leçon gestuée et parvint à apprendre à lire. C'est ainsi que Augustin Grosselin eut l'idée d'enseigner simultanément les entendants et les malentendants. 
C'est cependant une erreur de penser que la phonomimie a été inventée pour les enfants sourds ! La gestuelle est très profitable à tous dans l'enseignement de la lecture[réf. souhaitée].

## Musique traditionnelle
De nombreuses traditions vocales, comme par celles qui existent en Italie, utilisent pour leur transmission et ou leur mémorisation des gestuelles plus ou moins intuitives ou conventionnelles dessinant dans l'espace les effets ou les hauteurs effectués par la voix[Selon qui ?].

## Enseignement musical en Europe
La phonomimie est également déclinée par des musiciens comme John Curwen en Angleterre puis Zoltán Kodály en Hongrie, pour associer des hauteurs de sons à des gestes. Les signes de la main sont utilisés en tant qu'aide visuelle lors du chant. Cette technique assigne à chaque degré de l'échelle un signe qui montre la fonction tonale du degré. Par exemple, do, mi et so sont d'apparence stable tandis que fa et ti pointent respectivement dans la direction de mi et de do. De la même manière, le signe de main vers ré suggère le mouvement vers do, et celui de la vers celui de so[pas clair]. Kodály ajouta aux signes de main de Curwen un mouvement ascendant/descendant, ce qui permet aux enfants de voir la hauteur de la note. Les signes sont réalisés devant le corps, do étant au niveau de la taille et la au niveau de l'œil. La distance dans l'espace correspond à la taille de l'intervalle représenté.

## Publications d'Augustin et d'Émile Grosselin
- Grosselin A., s.d., Méthode pour apprendre sans l'assistance d'un maître la lecture, la prononciation et l'orthographe ; suivie d'alphabets spéciaux pour les sourds-muets, pour les aveugles et pour les sourds-muets aveugles, Paris, Hachette. gallica.bnf.fr
- Grosselin A., 1864, Méthode phonomimique rendant facile et attrayante l'étude de la lecture, Paris, Émile Grosselin.
- Grosselin, A., 1877, Manuel de la phonomimie ou méthode d'enseignement par la voix et par le geste. 2e édition, entièrement refondue, Paris, Alph. Picard.
- Grosselin A., 1881, De l'enseignement de la lecture par la méthode phonomimique, Revue pédagogique, 2, 517-530. Grosselin
- Grosselin, É., 1878, Communications faites au Congrès international pour l'amélioration du sort des sourds-muets, le 7 septembre 1878, Paris, Siège de la Société.
- Grosselin, É., 1878, Conférence sur l'enseignement des sourds-muets dans les écoles d'entendants, 12 septembre 1878, Paris, Imprimerie nationale. cnum.cnam.fr
- Grosselin, É., 1882, De la possibilité de l'enseignement du sourd-muet dans l'école primaire. Réponse à M. Magnat, Paris, Alphonse Picard.
- Grosselin, É., 1885, Société pour l'instruction et la protection des sourds-muets par l'enseignement simultané des sourds-muets et des entendants-parlants. Quinzième et dix-huitième Assemblées générales, 1882 et 1885, Paris, Alph. Picard.

## Pour approfondir